# Meranti Tengah
Meranti Tengah is een bestuurslaag in het regentschap Toba Samosir van de provincie Noord-Sumatra, Indonesië. Meranti Tengah telt 399 inwoners (volkstelling 2010).